# コネホス郡 (コロラド州)
コネホス郡（コネホスぐん、英: Conejos County）は、アメリカ合衆国コロラド州の南西に位置する郡である。2010年国勢調査での人口は8,256人であり、2000年の8,400人から1.72％減少した。郡庁所在地は国勢調査指定地域のコネホス（人口58人）であり、同郡で人口最大の町はマナッサ（人口991人）である。

## 歴史
コネホス郡となった地域を最初に訪れたと知られているヨーロッパ人は1694年のディエゴ・デ・バルガスだったが、植民者を残しはしなかった。1708年、フアン・デ・ウリバリが逃亡したインディアン奴隷を探してこの地域を通過した。
コネホス郡は1861年11月1日にコロラド準州によって創設された最初の17郡の１つである。ただし当初はグアダルーペ郡と呼ばれており、1週間後の11月7日に現名のコネホス郡に改名された。コネホスとはスペイン語でウサギを意味しており、地域に豊富にいたウサギから採られた。郡になってから早い段階で、郡庁所在地もグアダルーペの町からコネホスの町に移された。当初の郡領域には現コロラド州南西部の大きな地域が含まれていた。
1874年、郡の西部と北部の大半が解体され、ヒンズデール郡、ラプラタ郡、およびリオグランデ郡が創設され、1885年には残っていた領域の西半分が分離されてアーシュレタ郡が創設され、コネホス郡は現在の領域になった。

### 宗教史
コネホスの町にはアワーレディ・オブ・グアダルーペ・パリッシュと呼ばれるコロラド州最古の教会がある。この教会は1856年に建設された。地域の最初の開拓者はニューメキシコ州の主にアビキウ、サンフアン・デ・ロス・カバレロスおよびサンタクルスから来ていた。多くの人々が到着するようになると、伝道用の教会が設定され、その全てがアワーレディ・オブ・グアダルーペ・パリッシュに収められる記録にある。
隣町のアントニオが建設されると、スペインからの聖職者であるシアティンズが地域を訪れ、1880年にはアントニトの町にセントオーガスティン教会を建設した。アワーレディ・オブ・グアダルーペ・パリッシュから得たこの教会の記録は現在、セントオーガスティンの教会に収められている。コネホスの町はアントニトの北西約1マイル (1.6 km) にある。
長老派教会が1880年にコネホス郡に来てアントニオ、アラモサ、セニセロ、デルノルテ、モゴテ、サンラファエル、およびモンテビスタに教会を設立した。彼らは地域に学校も設立し、多くのヒスパニック系の改宗者を抱えた。1戸のハカル（小屋）が1854年にグアダルーペ、現在のコネホスに作られ、それがアワーレディ・オブ・グアダルーペ・パリッシュの始まりとなった。
コネホス郡内にはモルモン教徒の数も多い。末日聖徒イエス・キリスト教会に属する開拓者はラハラ、マナッサおよびサンフォードで入植を始め、現在は各町に教会の集会所がある。アントニトの西11マイル (18 km) にあるフォックスクリークの村は教会の集会所が設けられたことでは最新の町ではあるが、以前にもそこには集会所があった。しかし、フォックスクリークはモルモン教徒が多数はではない。

### 古記録
この地域で入手できる古い記録は結婚記録であり、郡事務官が保存している。離婚記録は地区裁判所の事務官が保持している。1900年から1939年の結婚と離婚の記録を持っている機関はコロラド州公文書保管所とデンバー公共図書館系譜部である。その他入手できる記録は1871年からの結婚記録と、1877年から1907年の死亡記録である。これには1871年からの土地記録、1875年からの検認記録、1877年からの裁判所記録もある、しかし、幾つかの記録は火事のために失われた。ただし1877年から1907年の出生記録は現在も保存されている。系譜研究をするときに使えるウェブサイトとしてはコロラド系譜協会とコネホス郡第二次世界大戦徴兵記録がある。

## 地理
アメリカ合衆国国勢調査局に拠れば、郡域全面積は1,290.87平方マイル (3,343.3 km2)であり、このうち陸地は1,287.22平方マイル (3,333.9 km2)、水域は3.65平方マイル (9.5 km2)で水域率は0.28％である。
コネホス郡は州南中部の高山の間にある広いバレーにある。その広さは825,446エーカー、すなわち1,290平方マイル (3,340 km2) である。ほぼ半分の土地がバレーのほぼ同じ高さにあり、平均標高は7,700フィート (2,350 m) である。郡の西半分はなだらかにうねる丘陵から急傾斜の丘陵に変化し、その先は標高13,000フィート (4,000 m) 級の山がある。
郡西部には国有林があり、東にはリオ・グランデ川が流れ、それがニューメキシコ州との州境になっている。土地の34％のみが私有地であり、残り66％は国有林、土地管理局あるいは州が所有する土地になっている。

### 隣接する郡
- リオグランデ郡 - 北
- アラモサ郡 - 北東
- コスティラ郡 - 東
- タオス郡 (ニューメキシコ州) - 南東
- リオアリバ郡 (ニューメキシコ州) - 南
- アーシュレタ郡 - 西

## 気候
冬の平均気温は21.6°F (-5.8 ℃) であり、平均最低気温は4°F (-16 ℃) である。夏の平均気温は61.4°F (16.3 ℃)であり、平均最高気温は79.6°F (26.4 ℃)である。
年間降水量の71％は4月から9月の間に降る。平均降雪量は28インチ (71 cm) である。春の午後で平均相対湿度は35％未満であり、他の季節は約45％となる。日照率は夏で77％、冬で73％である。

## 人口動態
以下は2000年の国勢調査による人口統計データである。
| 基礎データ - 人口: 8,400人 - 世帯数: 2,980 世帯 - 家族数: 2,211 家族 - 人口密度: 3人/km2（6人/mi2） - 住居数: 3,886軒 - 住居密度: 1軒/km2（3軒/mi2） 人種別人口構成 - 白人: 72.76% - アフリカン・アメリカン: 0.21% - ネイティブ・アメリカン: 1.69% - アジア人: 0.15% - 太平洋諸島系: 0.07% - その他の人種: 21.50% - 混血: 3.61% - ヒスパニック・ラテン系: 58.92% 年齢別人口構成 - 18歳未満: 32.1% - 18-24歳: 8.5% - 25-44歳: 23.6% - 45-64歳: 20.8% - 65歳以上: 15.0% - 年齢の中央値: 34歳 - 性比（女性100人あたり男性の人口） - 総人口: 98.5 - 18歳以上: 98.1 | 世帯と家族（対世帯数） - 18歳未満の子供がいる: 38.5% - 結婚・同居している夫婦: 56.3% - 未婚・離婚・死別女性が世帯主: 12.7% - 非家族世帯: 25.8% - 単身世帯: 23.7% - 65歳以上の老人1人暮らし: 11.5% - 平均構成人数 - 世帯: 2.80人 - 家族: 3.33人 収入と家計 - 収入の中央値 - 世帯: 24,744米ドル - 家族: 29,066米ドル - 性別 - 男性: 26,351米ドル - 女性: 20,200米ドル - 人口1人あたり収入: 12,050米ドル - 貧困線以下 - 対人口: 23.0% - 対家族数: 18.6% - 18歳未満: 28.2% - 65歳以上: 17.3% |

## 都市と町、村
| - アントニオ - ベアクリーク - バウンティフル - キャニオン - カプラン - カーメル - コネホス - 郡庁所在地 - エルククリーク - フォックスクリーク - グアダルーペ - ホルカ - ラフロリダ - ラハラ - ラソーセス | - ラスメシタス - ロバタス - マナッサ - モゴテ - オーティス - オシア - プラトロ - リッチフィールド - リンコネス - ロメオ - サンアントニオ - サンフォード - シープクリーク |

## コネホス郡内の写真
- Sangres.com 郡内の見どころ
- Flickr.com

## 国有林と原生地
- リオグランデ国立の森
- サンフアン国立の森
- 南サンフアン原生地

## 歴史道路と史跡
- オールド・スパニッシュ・トレイル国立歴史道
- パイクス・ストッケード、アメリカ合衆国国定歴史建造物

## 景観道路と側道
- 大陸分水界国立景観トレイル
- ロス・カミノス・アンティグアス景観歴史側道